# Ludwigia grandiflora
Ludwigia grandiflora är en dunörtsväxtart som först beskrevs av Michaux, och fick sitt nu gällande namn av Werner Rodolfo Greuter och Burdet. Ludwigia grandiflora ingår i släktet ludwigior, och familjen dunörtsväxter. Utöver nominatformen finns också underarten L. g. hexapetala.

## Bildgalleri

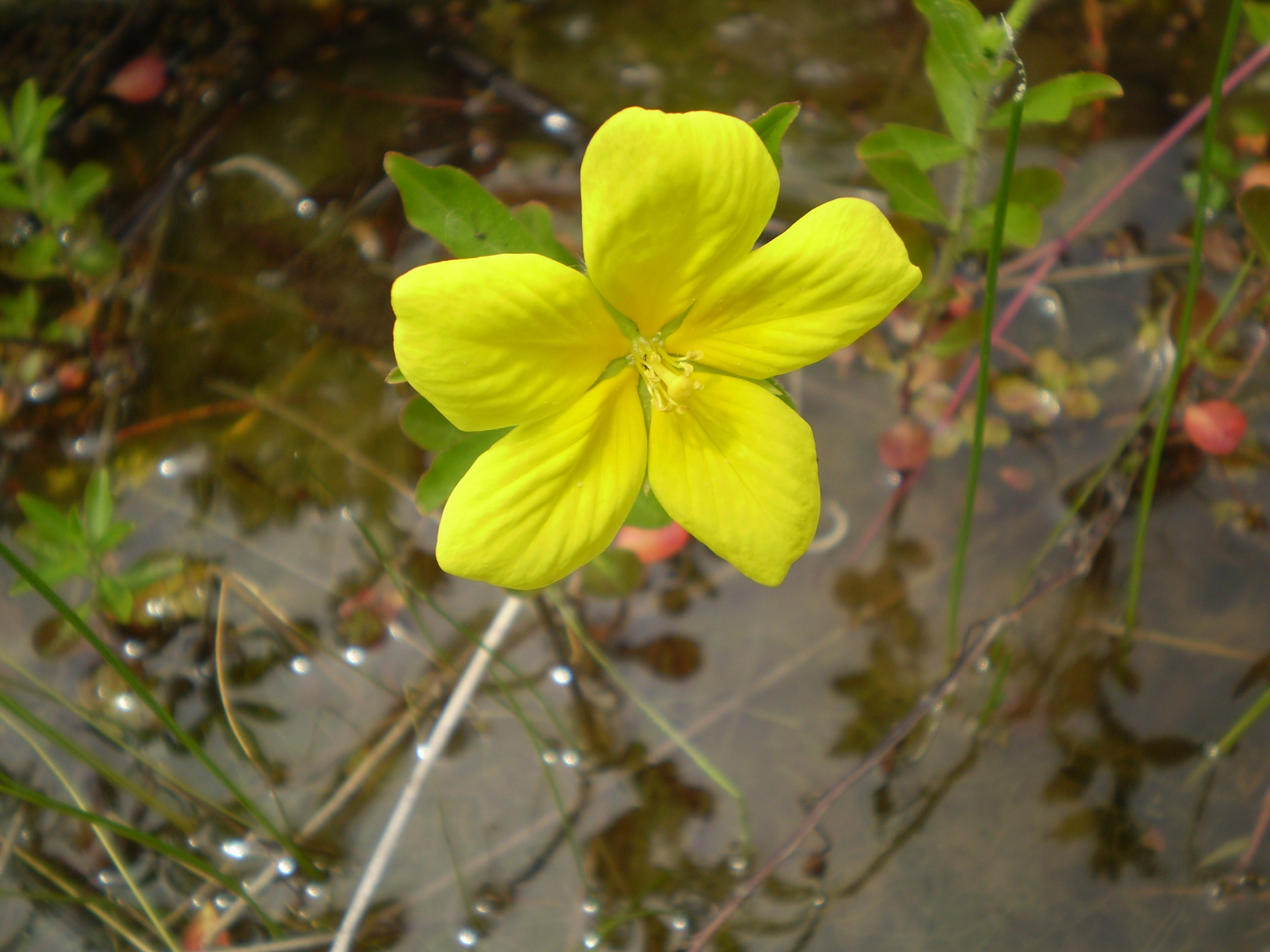
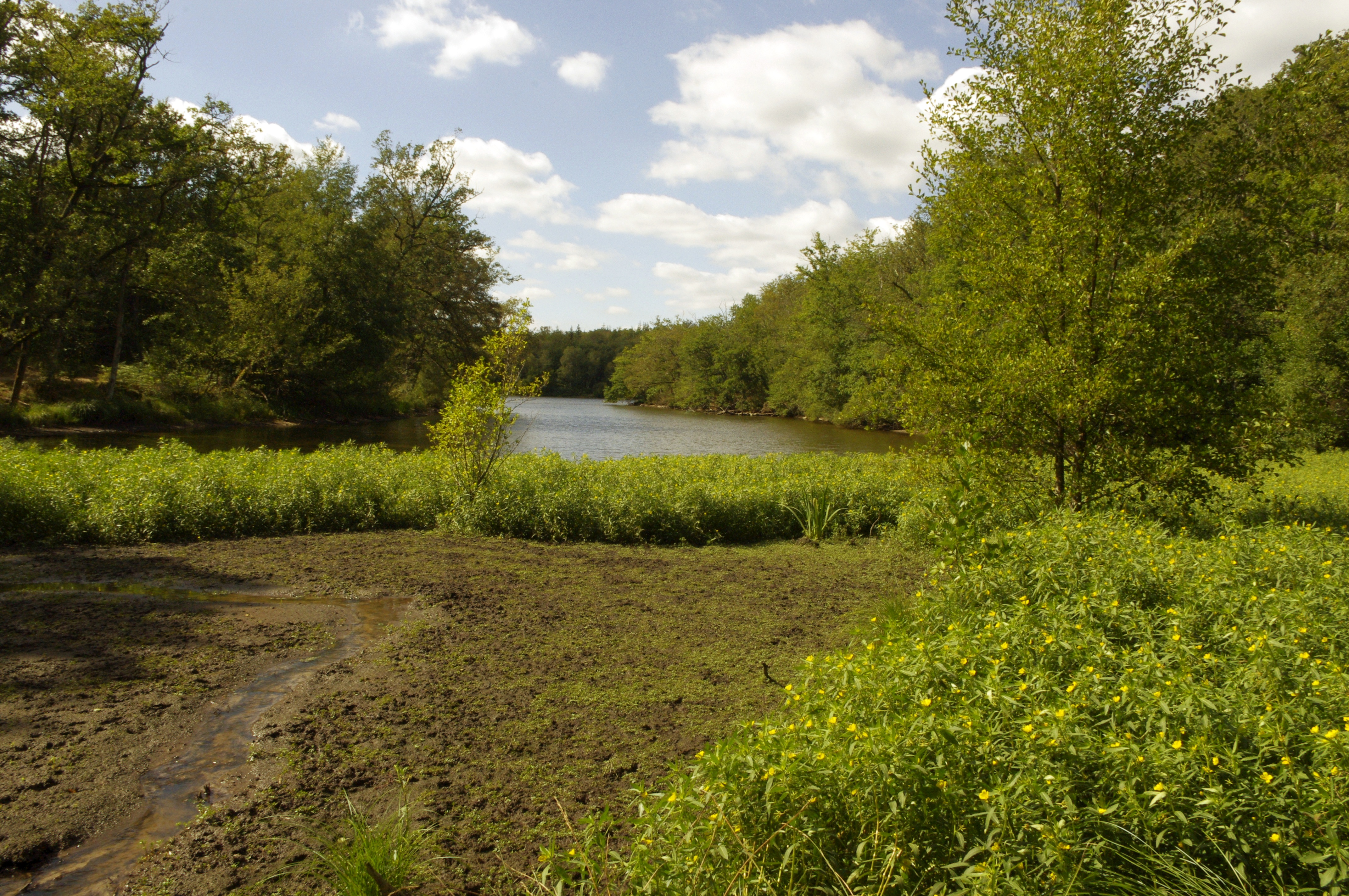
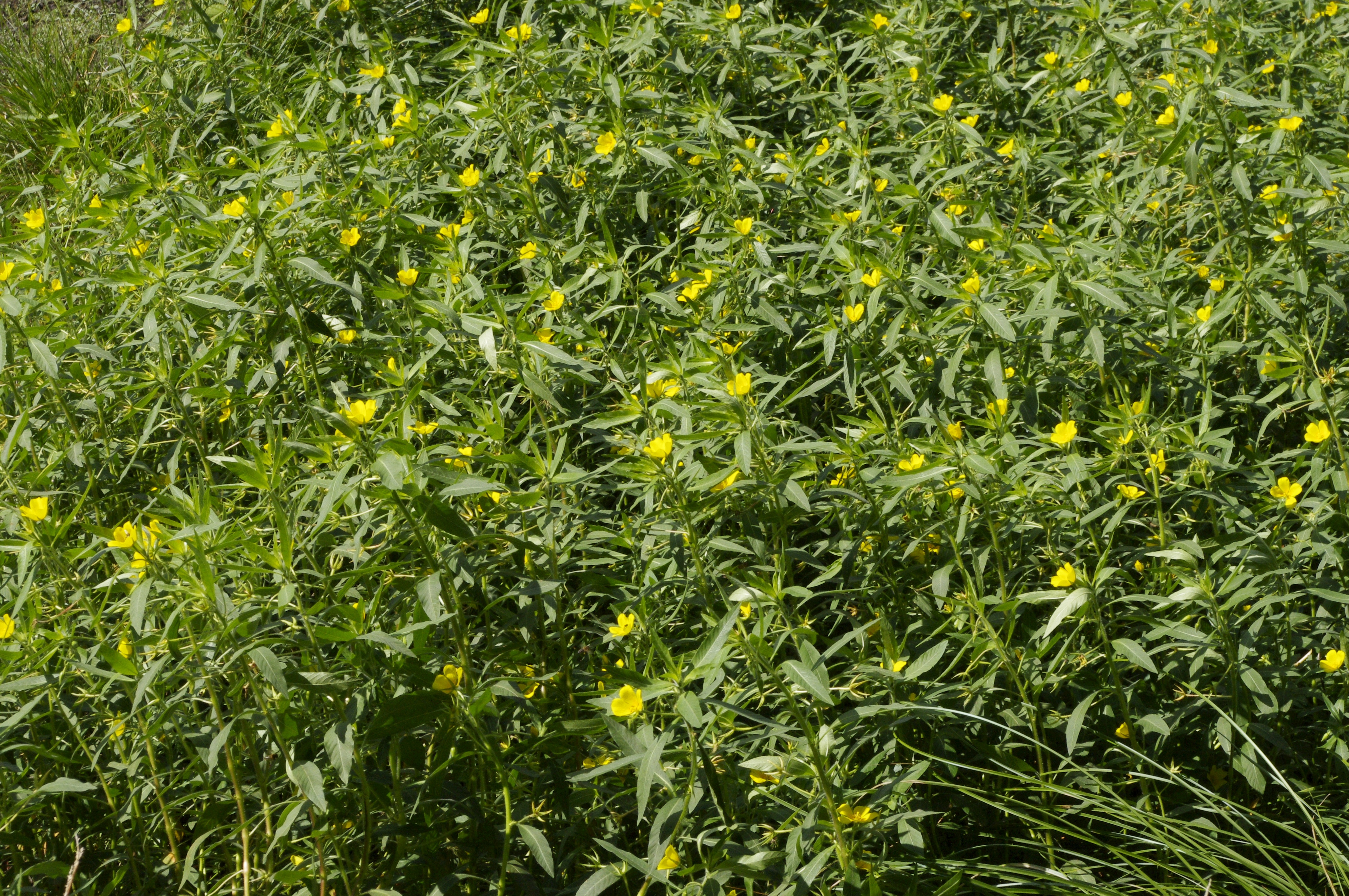
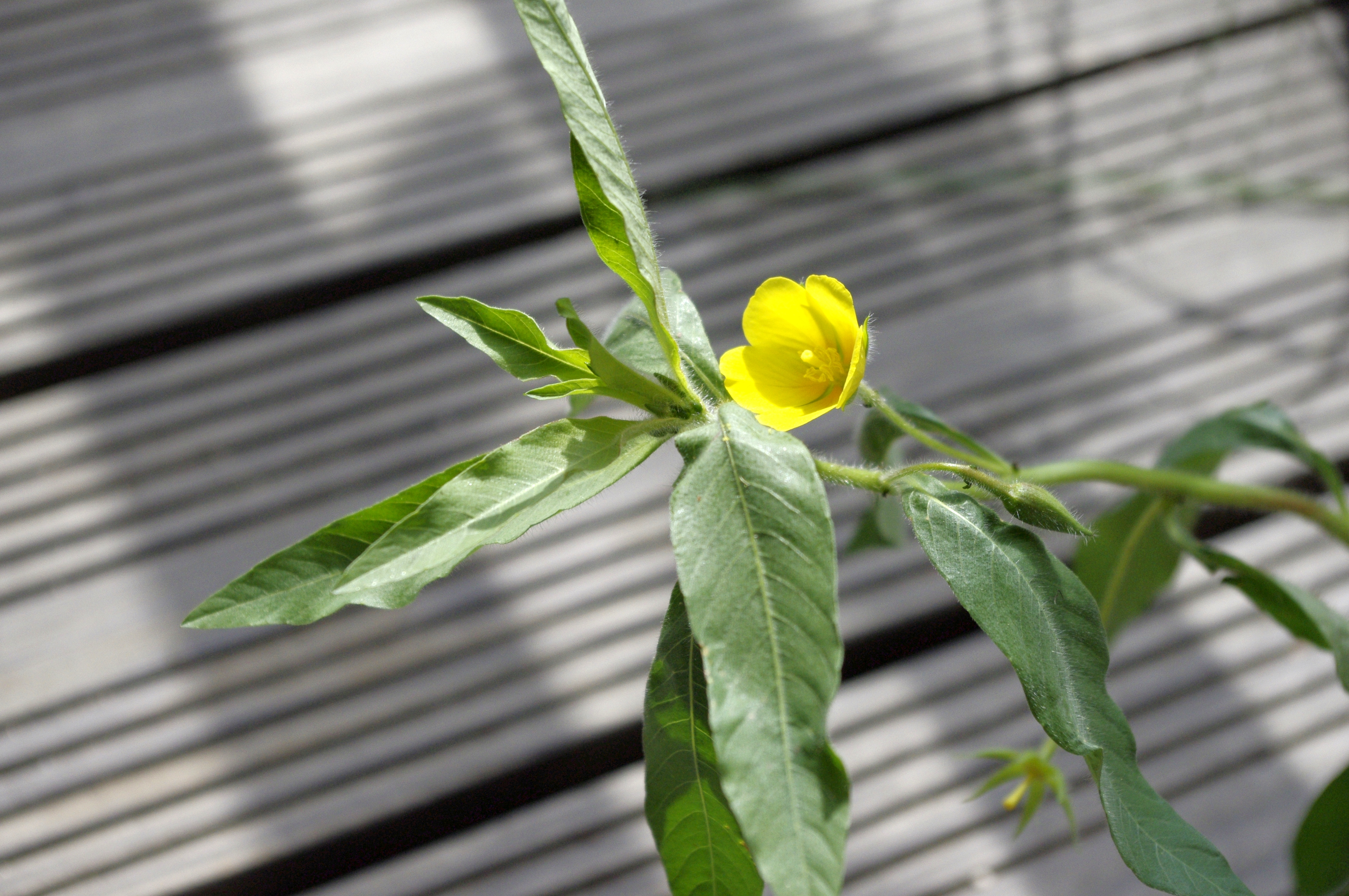
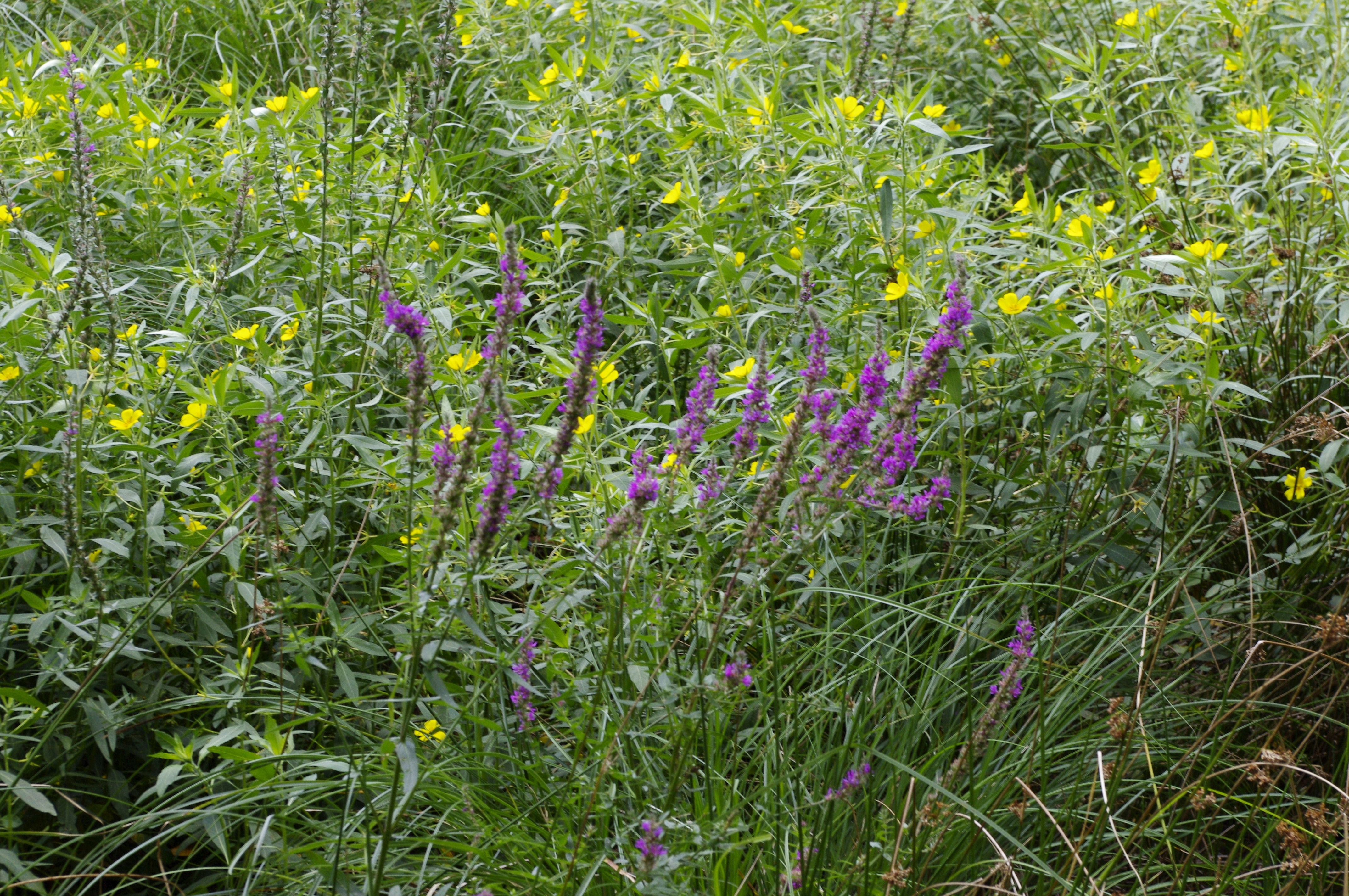